# Cerapteryx furiosa
Cerapteryx furiosa là một loài bướm đêm trong họ Noctuidae.